# ساعر 1
زوارق الدورية فئة ساعر 1 (بالعبرية: סער 1)، كانت عبارة عن فئة من زوارق الدورية التي بُنيت في شيربورغ بفرنسا في أحواض شركة الإنشاءات الميكانيكية النورمندية بناءً على تعديل البحرية الإسرائيلية لمركبات الهجوم السريعة من فئة جاغوار التابعة للبحرية الألمانية. تألفت هذه الزوارق في الأصل من اثني عشر زورقاً بُنيت في فرنسا في 1967 و1968. ترقت ثلاثة من هذه الزوارق إلى فئة ساعر 2 في 1974.

## زوارق الفئة
تألفت هذه الفئة من ثلاث زوارق: آي إن إس ميفتاخ (311)، آي إن إس ميسغاف (312)، آي إن إس ميزانيك (313).
| اسم الزورق              | الصورة | تاريخ الخدمة                                      | المصير                                                                               | الحالة        |
| ----------------------- | ------ | ------------------------------------------------- | ------------------------------------------------------------------------------------ | ------------- |
| آي إن إس ميفتاخ الملاذ  |        | أُطلق في 11 أبريل 1967. كُلف في 1969.               | ترقى إلى ساعر 2 في 1974 وتقاعد في 1994، ومعروض حالياً في متحف البحرية والهجرة السرية. | خرج من الخدمة |
| آي إن إس ميسغاف الحصن   |        | أُطلق في 6 نوفمبر 1967. كُلف في 25 ديسمبر 1967.     | ترقى إلى ساعر 2 في 1974 وتقاعد في 1994، وأُغرق كهدف بحري بالصواريخ.                   | خرج من الخدمة |
| آي إن إس ميزانيك القفزة |        | أُطلق في 4 يناير 1968. تحول إلى فئة ساعر 2 في 1973 | ترقى إلى ساعر 2 في 1974 وتقاعد في 1994، وأُغرق كموقع للغوص في يناير 1996.             | خرج من الخدمة |

## كتب
- Abraham Rabinovich: The Boats of Cherbourg. 1. Aufl., New York 1988, ISBN 0-8050-0680-X.
- Peter Steinmüller: Stille Nacht, stürmische Nacht, in: VDI nachrichten 51/52 2019, S. 26

## وصلات خارجية
- Beschreibung des Typbootes auf www.hnsa.org (Seite der „Historic Naval Ships Association“) نسخة محفوظة 14 أكتوبر 2007 على موقع واي باك مشين.; (بالإنجليزية، 12 مارس 2010)
- Abraham Rabinovich: From 'Futuristic Whimsy' to Naval Reality. In: Naval History Magazine, June 2014 (بالإنجليزية)